# Rožná
Rožná (en allemand : Rosna) est une commune du district de Žďár nad Sázavou, dans la région de Vysočina, en République tchèque. Sa population s'élevait à 792 habitants en 2020.

## Géographie
Rožná se trouve à 5 km au sud de Bystřice nad Pernštejnem, à 23,5 km à l'est-sud-est de Žďár nad Sázavou, à 48 km à l'est-nord-est de Jihlava à 147 km au sud-est de Prague.
La commune est limitée par Rodkov et Bystřice nad Pernštejnem au nord, par Věchnov à l'est, par Věžná et Milasín au sud, et par Dolní Rožínka, Blažkov et Horní Rožínka à l'ouest.

## Histoire
La première mention écrite de la localité date de 1349.

## Administration
La commune se compose de trois quartiers :
- Josefov
- Rožná
- Zlatkov

## Transports
Par la route, Rožná se trouve à 7 km de Bystřice nad Pernštejnem, à 28,5 km de Žďár nad Sázavou, à 58,5 km de Jihlava et à 182 km de Prague.